# 勒内·托姆
勒内·托姆（René Thom，1923年9月2日—2002年10月25日，法語發音[ʀəne tɔm]），法国数学家，突变论的创始人，於1958年获菲尔兹奖。

## 生平
勒内·托姆在聖路易中學畢業，入讀巴黎高等師範學院。1951年在巴黎大學獲博士，導師為昂利·嘉當。他先後任教於格勒諾布爾的大學，及斯特拉斯堡的大學，在1963年成為法國高等科學研究所終身教授。
他最著名的工作是1968年建立了突變論，不過他1958年獲菲爾茲獎，是因之前在微分拓撲的工作，特別是配邊理論。他在1976年獲選為法蘭西科學院院士。
他寫過一本有名的著作《結構穩定性與形態發生學》(Stabilité structurelle et morphogenèse)，以淺易方式向一般人講解突變論，書內只有幾條相同的公式。

## 外部連結
- 約翰·J·奧康納; 埃德蒙·F·羅伯遜, ,  （英语）
- 勒内·托姆在數學譜系計畫的資料。